# ミスターシービー
ミスターシービーは、日本の競走馬の馬名であり、日本競馬史において同名の競走馬が2頭存在する。
- ミスターシービー（初代）は、1934年千明牧場生産。父はプライオリーパーク、母はフアーストストップ。第6回東京優駿大競走（日本ダービー）に出走し、同競走初の牝馬優勝馬となったヒサトモの10着に終わった。のちに障害競走へ転向し、1939年秋の中山大障碍（中山大障害）で3着するなど、障害戦で4勝を挙げた[1]。
- ミスターシービー（2代目）は、1980年千明牧場生産。1983年に中央競馬史上3頭目のクラシック三冠を達成し、同年の優駿賞年度代表馬、最優秀4歳牡馬。史上初めて父内国産の牡馬クラシック三冠馬となった[注 2]。父内国産の区分は2007年一杯で廃止されたため同区分の特例が存在した時代に限れば唯一の記録となる。現役引退後の1986年に種牡馬となり、同年顕彰馬に選出。本項ではこちらについて記述する。

## 概要
1982年11月に競走馬としてデビュー。翌1983年に皐月賞、日本ダービー、菊花賞を制し、1964年のシンザン以来19年振り・史上3頭目かつ八大競走時代最後の中央競馬クラシック三冠を達成。翌1984年には天皇賞（秋）も制して四冠馬となったが、蹄の不安なども重なり、以降は一世代下に現れたグレード制導入後初の三冠馬・シンボリルドルフとの対戦にすべて敗れ、勝利のないまま1985年秋に故障で競走生活を退いた。その後は種牡馬となったが、期待されたほどの成績が上がらず、1999年に種牡馬も引退。翌2000年12月15日に蹄葉炎で死亡した。
競走馬時代は吉永正人を主戦騎手とし、天衣無縫、常識破りと言われた追い込み戦法や、端正な容貌などから大きな人気を博した。中央競馬において1980年代を代表するアイドルホースとされる。ターフの演出家と呼ばれた。
デビューから引退まで、終始同じ騎手が手綱を握った最初の三冠馬である（後にシンボリルドルフには岡部幸雄、ディープインパクトには武豊が終始手綱を取っている）。

## 生涯

### 出生
1980年4月、母シービークインの預託先であった北海道浦河町の岡本牧場で生まれる。父トウショウボーイは1976年の皐月賞・有馬記念を制し、「天馬」と称され一時代を築いた快速馬、母シービークインも重賞3勝を挙げた実力馬であり、両馬は競走馬時代に同じ新馬戦でデビューしている。出生後の幼名は特になく、競走名を付けられるまでは暫定的に「シービークインの1」とされた。
トウショウボーイの産駒は総じて後躯の重心が安定せず、「腰が甘い」馬が多いと言われていたが、本馬の腰はしっかりとしており、「トウショウボーイの良いところだけを全てもらったような馬」と評判となった。その後岡本牧場で離乳を終え、翌1981年3月、シービークインの所有者・本馬の公の生産者である群馬県片品村の千明牧場に移動、育成調教が積まれた。
競走年齢の3歳に達した1982年春、競走名「ミスターシービー」と名付けられ、茨城県美浦トレーニングセンターの松山康久厩舎に入る。馬名には前述の初代・本馬ともに、生産者である千明牧場 (Chigira Bokujou) を代表する馬という意味が込められていた。所属は初め、シービークインを管理していた松山吉三郎厩舎が予定されていたが、吉三郎の都合により息子の康久へと変更になったものである。

### 戦績

#### 3歳時（1982年）
11月16日、東京開催の新馬戦でデビューを迎える。鞍上は母の主戦騎手でもあった吉永正人が務め、以後引退まで一貫して吉永が騎乗した。この初戦は先行策から2着に5馬身差を付けて快勝し、初戦勝利を挙げる。しかし2戦目の黒松賞（400万下条件戦）では、スタートの出遅れから先行勢に追い付いていく展開となり、直線での先行馬との競り合いを制してのクビ差辛勝となる。そして年末に出走したひいらぎ賞（800万下条件戦）では、発走時に発馬機内で激しく暴れた末に、スタートで再び大きく出遅れた。前走では先行集団に追い付くまでに体力を消耗していたため、吉永は無理に前を追い掛けず、そのまま後方待機策を取った。結果、先行したウメノシンオーにクビ差届かず、ミスターシービーは初の敗戦を喫した。

#### 4歳時（1983年）

##### 春 - クラシック二冠
翌1983年は、2月13日の共同通信杯4歳ステークスから始動。後方待機から第3コーナーで位置を上げていくと、前走で敗れたウメノシンオーとの競り合いをアタマ差制して優勝、重賞初制覇を果たした。続く弥生賞では、レース後半に内埒沿いのコースから馬群の間を縫うように上がっていき、この時点で自己最速の上がり3ハロン35秒8を計時して快勝した。
4月17日、クラシック初戦・皐月賞を迎える。当日の競走は降雨の中で、追い込み馬には不利とされる不良馬場での施行となった。シービーは道中16-17番手を進み、向正面から先行馬を捉えに上がっていって3コーナーを過ぎた辺りで中団につけると、最終コーナーでは先頭を走っていたカツラギエースの直後に付けた。最後の直線に入ると早々に先頭に立ち、直後に追い込んできたメジロモンスニーを半馬身抑えて優勝。クラシック最初の一冠を獲得した。これは吉永にとっても初めてのクラシック制覇であり、松山にとっては開業9年目での八大競走初制覇となった。
続く二冠目の日本ダービーでは、単勝オッズ1.9倍の圧倒的1番人気に支持された。競走前のパドックにおいて、シービーのトレードマークともなっていたハミ吊りが切れ、新馬戦以来のハミ吊りなしでの臨戦となった。
20を優に越える頭数で行われていた当時のダービーには「10番手以内で第1コーナーを回らなければ勝てない」とされた「ダービーポジション」というジンクスがあった。しかしシービーはスタートで出遅れて最後方からの運びとなり、道中は先頭から20馬身程度離れた17番手を進んだ。その後、向正面出口から徐々に進出すると、第3コーナー出口の地点では先頭から6番手の位置まで押し上げた。しかし最終コーナーに入った地点で、外に斜行してきたタケノヒエンを回避した際、さらに外を走っていたキクノフラッシュと衝突した上、後方から進出してきたニシノスキーの進路を横切る形となった。ミスターシービーはそこから体勢を立て直して先行勢を追走すると、内で粘るビンゴカンタを一気に交わし、そのままゴールまで駆け抜けて1位で入線した。皐月賞に続き、2着にも追い込んだメジロモンスニーが入った。フジテレビでレースの実況を担当したアナウンサーの盛山毅は、「父を完全に超えました！」と伝えた。
競走後、第4コーナーにおけるキクノフラッシュとの衝突、ニシノスキーへの進路妨害に対する審議が行われた。この結果、ミスターシービーの優勝に変更はなかったが、吉永には開催4日間の騎乗停止と、優勝トロフィーの剥奪という処分が下され、競馬評論家の中には「ミスターシービーを失格にすべきだ」と批判する者もいた。一方で、メジロモンスニー鞍上の清水英次は、「シービーの強さに脱帽ですよ」とその強さを称えるコメントをした。

##### 秋 - 19年ぶりの三冠達成
競走後はクラシック最後の一冠・菊花賞に備え、夏場を休養に充てた。放牧には出されず、美浦に留まっての休養であったが、この最中に挫石を起こして蹄を痛め、さらに夏の暑さと痛みのストレスから夏風邪に罹った。これを受け、秋緒戦に予定されていたセントライト記念を断念、前哨戦は関西に移動しての京都新聞杯に切り替えられた。
10月23日に迎えた復帰戦は単勝オッズ1.7倍の1番人気となるも、前走から12kg増と太め残りで、精気も乏しかった。レースの流れも先行馬有利のスローペースで推移し、勝ったカツラギエースから7馬身以上離されての4着と、初めて連対（2着以内）を外す結果となった。しかし調整途上で一定の走りを見せたことで、松山は体調が良化したと判断し、クラシック最終戦へ向けて厳しい調教を課していった。
三冠が懸かった菊花賞では1番人気に支持されたが、スタミナ豊富とは言えず、本競走でも敗れていた父トウショウボーイの印象から、3000mという長距離に対する不安説も出ていた。スタートが切られると、道中は1000m通過59秒4という速めのペースの中、最後方を進んだ。しかし周回2周目の第3コーナー上り坂からシービーが前へ行きたがる素振りを見せると、吉永は手綱を緩めた。そして先行馬を次々と交わしていくと、ゆっくり下ることがセオリーとされる最終コーナーの淀の下り坂を、加速しながら先頭に立つという、ヒーロー列伝や2012年のCM「The WINNER」で「タブーを犯した」と評されるレース運びとなった。これに観客スタンドからは大きなどよめきが起こり、また関係者からも驚きの反応が出た。しかしシービーは大きなリードを保ち続けて最後の直線を逃げ切り、1964年のシンザン以来19年振りとなる、史上3頭目の中央競馬クラシック三冠を達成した。父内国産馬が三冠馬となったのは、日本競馬史上初めてのことである。またミスターシービーはデビュー戦から三冠達成まで全てのレースで一番人気に支持されており、こちらも史上初である。吉永は42歳0か月での三冠達成となり、当時の最年長記録で三冠を達成した。
ゴールの後、民放テレビの中継アナウンスを務めた杉本清は、「驚いた、もの凄い競馬をしました。ダービーに次いでもの凄い競馬をしました。坂の下りで先頭で立った9番のミスターシービー」と驚きを露わにした。後に吉永はレース運びについて、「ぼつぼつ行くつもりだったんだけど、シービーが全速力で行っちゃった。僕はただ捕まってるだけでしたよ」と語っている。
競走後も好調を維持していたが、11月末の国際招待競走ジャパンカップは回避。さらに年末のグランプリ競走有馬記念も、千明牧場の意向により回避した。
このローテーションには批判もあり、ジャパンカップの競走前に行われた記者会見では、英紙スポーティング・ライフ記者のジョン・マクリリックが「今年はミスターシービーという三冠馬が出たと聞いているが、出走していないのはなぜか。日本で一番強い馬が出ていないのはどういうことか」と、招待者である日本側の姿勢を問い質す場面もあった。競馬評論家の石川ワタルは当時を回想し、休養を優先した陣営の心情に理解を示しつつも「正直なところ、失望した」と述べている。

#### 5-6歳時（1984-1985年）

##### 「四冠馬」となる
翌1984年初戦にはアメリカジョッキークラブカップ出走を予定していたが、施行馬場が降雪によりダートに変更される可能性が高くなり、出走を取りやめた。この頃より蹄の状態が再び悪化し、次走予定の中山記念も回避し、春シーズンは全休となった。
10月初旬に毎日王冠で復帰したが、ほぼ一年ぶりの実戦、かつ追い切りで格下の馬に大いに遅れたためもあって、初めて1番人気を公営・大井競馬から中央に移籍してきたサンオーイに譲った。しかし、レースでは後方待機からカツラギエースを捉えきれず2着に敗れたものの、当時としては破格の上がり3ハロン33秒7（推定）を計時した。なお、この前日から東京競馬場に初めて「大型映像ディスプレイ（後にこれは昭和最後の年の1988年にJRAが実施した公募により「ターフビジョン」と名称が決定した）」が設置され、後方を進むシービーがスクリーンに映った瞬間には、スタンドから大きな歓声が上がった。
このレースで健在を印象付け、次走天皇賞（秋）（10月28日）では、単勝オッズは1.7倍という圧倒的な1番人気に支持された。この回から3200mから2000mになった秋の天皇賞。レースは縦長となった隊列の最後方を進み、一時先頭から約20馬身の位置に置かれる形となる。しかし第3コーナーからスパートを掛け始めると、直線では最後方大外から全馬を抜き去って優勝し、四冠馬となった。走破タイム1分59秒3はコースレコード。また、この勝利により、シンザン以降続いていた天皇賞（秋）の1番人気連敗記録を19で止めた。

##### シンボリルドルフとの対戦 - 引退
この翌週に行われた菊花賞で、一世代下のシンボリルドルフがシービーに続くクラシック三冠を達成。シービーが次走に選択したジャパンカップに同馬も出走を表明したため、日本競馬史上初めてとなる三冠馬同士の対戦が実現した。
ルドルフは菊花賞より中一週という強行軍、かつ初の古馬との対戦ということもあって、当日はシービーが1番人気、ルドルフは4番人気という順となった。
しかしシービーは終始後方のまま10着と大敗。ルドルフも3着に終わった。レースは10番人気のカツラギエースが優勝し、日本勢として初めてのジャパンカップ制覇を果たした。この競走でシービーは闘争心を発揮しなかったといい、また「シービーは、バテて下がってくる先行馬を見たら行く気を出したのだが、さすがにジャパンカップではバテる馬がいなかった」とも述べ、後に「先行策を採るべきだった」と、自身の騎乗ミスを口にしている。
また鞍上の吉永氏は秋の復帰以降はシービーの動きが悪くなっていたと述べており、クラシック期は少し手綱を動かしただけで自ら前に行っていたシービーが、手綱をしごかないと動かなくなっていたという。
さらにジャパンカップ以降のシービーの蹄の状態などに関してはシービーの元厩務員の佐藤も述べている→項目「特徴・評価」の弱点・蹄を参照
年末に迎えた有馬記念では、出走馬選定のファン投票で第1位に選出されたが、当日の単勝人気はシンボリルドルフに次ぐ2番人気となった。スタート直後から手綱がしごかれたが、やっと2頭をかわしただけで、スタンド前では逃げるカツラギエースからは15馬身後方の位置取りとなった。残り1000mで早めにスパートするも、インコースに突っ込んで前がふさがったため、早めに抜け出したシンボリルドルフ、さらに逃げ粘ったカツラギエースも捉えきれず、3着に終わった。
競走生活最後の年となった1985年は、3月31日の大阪杯から始動。当日1番人気に支持されるも、ステートジャガーにハナ差競り負け2着に敗れた。迎えた天皇賞（春）ではシンボリルドルフとの三度目の対戦となった。この競走では松山の指示により新馬戦以来となる先行策を採る作戦だったが、実際は菊花賞と同じ二週目の坂で後方から一気にまくって出た。スズカコバンと並んで最終コーナーは先頭で回ったものの、直線でルドルフにかわされ、同馬から10馬身以上離された5着に終わった。
その後脚部不安を生じて休養、夏に函館競馬場に入って調教を再開したものの、直後に骨膜炎を発症して復帰を断念し、引退。同年10月6日に東京競馬場で引退式が雨の中で執り行われ、スタンドにはシービーを労う数々の横断幕が張られた。
翌1986年、四冠が評価される形で顕彰馬に選出。1984年に父トウショウボーイも選出されていたため、史上初の父子顕彰馬となった。

### 種牡馬時代
引退後は6億円でシンジケートが組まれ種牡馬となり、内国産種牡馬として初めて社台スタリオンステーションに繋養された。スタッドインした直後から社台グループ総帥の吉田善哉から「ミスターシービーは素晴らしい種牡馬になるだろう」と期待をかけられ、トウショウボーイの後継、またトウショウボーイと交配できない生産者に対する代用的な存在として期待を集めると、初年度産駒からヤマニングローバル、スイートミトゥーナ、メイショウビトリアと3頭の重賞勝利馬を輩出。1989年度の新種牡馬ランキングで1位を獲得した。2年目にもシャコーグレイドがクラシック戦線で活躍すると、シービーの種牡馬としての人気は改めて高まり、日本がバブル景気だったこともあり、種付け権利の市場取引価格に2001万円という当時の史上最高額が付けられた。しかしその後は成績が振るわず、1990年代半ばからは海外から輸入されたトニービン、ブライアンズタイム、サンデーサイレンスの産駒が活躍するようになったことでシービーはさらに苦戦を強いられ、1994年にライバルであったルドルフの仔、トウカイテイオーと入れ替わる形でレックススタッドに移動。1999年には種牡馬生活からも退いた。種牡馬総合ランキングの最高位は、1996年の12位だった。
種牡馬としては失敗という評価が定着している。社台スタリオンステーションの徳武英介は、ランキング成績などから鑑みて、本来はもっと評価を受けるべき種牡馬とした上で、「初年度にわあっと産駒が走ったことが、結果的にシービーを苦しめ」、これが招いた種付け料の高騰が「普通に走っていても走らないと思われて」しまった要因とし、「シービーは可哀想だった」と述べている。また、ライターの村本浩平も、やはり2000万円という交配権の取引価格が「種牡馬ミスターシービーの名誉であり、躓きだったという気がする」と評している。

### 種牡馬引退後
放牧地は同じく功労馬として繋養されていた母シービークインの隣に設けられた。通常、離乳以降は二度と再会することがない母仔が、互いの姿が見える空間で過ごすという珍しい光景となった。しかし、厩務員によると再会したシービークインのことを母馬と認識できていなかったようだという。
2000年12月15日、父トウショウボーイと同じく蹄葉炎により死亡。三里塚分場内に墓が建てられている。
死亡から4年後の2004年、JRAゴールデンジュビリーキャンペーンの「名馬メモリアル競走」の一環として、「ミスターシービーメモリアル」がダービー施行日の東京競馬場の最終レースに施行された。なおこの年の1月、母・シービークインが亡くなっている。

## 競走成績
| 年月日 | 年月日 | 年月日 | 競馬場 | 競走名         | 格      | オッズ     | 着順 | 距離（馬場）  | タイム（上3F） | 着差    | 騎手     | 勝馬/（2着馬）       |
| 1982   | 11.    | 6      | 東京   | 3歳新馬        |         | 2.0（1人） | 01着 | 芝1600m（稍） | 1:38.5 (38.7)  | 5身     | 吉永正人 | （ヒラタカエイコー） |
|        | 12.    | 4      | 中山   | 黒松賞         | 400万下 | 1.9（1人） | 01着 | 芝1600m（良） | 1:36.3 (36.0)  | クビ    | 吉永正人 | （ユウフブキ）       |
|        | 12.    | 25     | 中山   | ひいらぎ賞     | 800万下 | 2.2（1人） | 02着 | 芝1800m（良） | 1:50.4 (36.2)  | クビ    | 吉永正人 | ウメノシンオー       |
| 1983   | 2.     | 13     | 東京   | 共同通信杯4歳S |         | 2.6（1人） | 01着 | 芝1800m（良） | 1:49.5 (37.4)  | アタマ  | 吉永正人 | （ウメノシンオー）   |
|        | 3.     | 6      | 中山   | 弥生賞         |         | 2.7（1人） | 01着 | 芝1800m（良） | 1:50.2 (35.8)  | 1 1/2身 | 吉永正人 | （スピードトライ）   |
|        | 4.     | 17     | 中山   | 皐月賞         | 八      | 2.4（1人） | 01着 | 芝2000m（不） | 2:08.3 (39.8)  | 1/2身   | 吉永正人 | （メジロモンスニー） |
|        | 5.     | 29     | 東京   | 東京優駿       | 八      | 1.9（1人） | 01着 | 芝2400m（良） | 2:29.5 (37.9)  | 1 3/4身 | 吉永正人 | （メジロモンスニー） |
|        | 10.    | 23     | 京都   | 京都新聞杯     |         | 1.7（1人） | 04着 | 芝2000m（良） | 2:03.2 (36.8)  | -1.2秒  | 吉永正人 | カツラギエース       |
|        | 11.    | 13     | 京都   | 菊花賞         | 八      | 2.1（1人） | 01着 | 芝3000m（良） | 3:08.1 (38.2)  | 3身     | 吉永正人 | （ビンゴカンタ）     |
| 1984   | 10.    | 7      | 東京   | 毎日王冠       | GII     | 2.9（2人） | 02着 | 芝1800m（良） | 1:47.5 (33.7)  | アタマ  | 吉永正人 | カツラギエース       |
|        | 10.    | 28     | 東京   | 天皇賞（秋）   | GI      | 1.7（1人） | 01着 | 芝2000m（良） | 1:59.3 (34.8)  | 1/2身   | 吉永正人 | （テュデナムキング） |
|        | 11.    | 25     | 東京   | ジャパンC      | GI      | 3.3（1人） | 10着 | 芝2400m（良） | 2:28.2 (35.3)  | -1.9秒  | 吉永正人 | カツラギエース       |
|        | 12.    | 23     | 中山   | 有馬記念       | GI      | 3.0（2人） | 03着 | 芝2500m（良） | 2:33.3 (35.2)  | -0.5秒  | 吉永正人 | シンボリルドルフ     |
| 1985   | 3.     | 31     | 阪神   | サンケイ大阪杯 | GII     | 1.7（1人） | 02着 | 芝2000m（良） | 2:01.4 (35.5)  | ハナ    | 吉永正人 | ステートジャガー     |
|        | 4.     | 29     | 京都   | 天皇賞（春）   | GI      | 3.7（2人） | 05着 | 芝3200m（良） | 3:22.3 (39.2)  | -1.9秒  | 吉永正人 | シンボリルドルフ     |

※格欄の記号「八」は八大競走。「GI」「GII」「GIII」はグレードレース。1984年グレード制導入。

## 特徴・評価

### 競走における特徴・評価
その競走能力に対しては、これまでに誕生したクラシック三冠馬8頭の中では比較的地味な評価が下されており、「史上最強馬」とも評された一年下の三冠馬シンボリルドルフとは対照的なものとなっている。有馬記念での敗戦以降は「周り（同期馬）が弱かったから三冠を獲れた」と評されたこともあった。スポーツニッポンのルドルフ番記者であった清水理義は、「シービーが嫌い」とことわった上で、「同齢馬に好敵手がいなかったことが幸運と同時に不幸」であり、晩熟の先行馬カツラギエースの台頭で後方強襲の作戦が通用しなくなったこと、さらに自在にレースが運べるルドルフの登場で「シービーの悲劇がここに極まった」と評している。ただし清水はルドルフとの比較で「馬のもともとの素質で言えば、互いに譲らないスーパーホース」であり、その差は「人間による作られ方、騎手の乗り方」にあったとしている。
吉永は最も調子が良かったダービーの時で、距離が2000mまでならルドルフを負かす自信があると述べている。またブランクが多く、ルドルフよりも順調に使うことが出来なかったことが悔やまれるとし、「最強馬に一矢報いるだけの実力はあった、と今でも思っているよ」と述べている。トウショウボーイのファンであり、シービーをひいきにしていた医師の後藤和夫は、「三冠達成時までは文句なしに強かった。ルドルフ以上だったと思います。やはり早熟型だったんですね」と語り、それに対し生産者・馬主の千明大作は「あの馬(シービー)のことを大器晩成型とは思っちゃいませんでした。菊花賞あたりがピークでしょう。」と述べた。
距離適性については、吉永、千明が「2000mまでの馬」としており、大川慶次郎は「本来マイラー」、吉永と親しかった中島啓之は「あの馬の能力は本来スプリンター」、前述の清水は「短い距離で瞬発力があるのはスプリンターの証拠。マイラー型までの馬」と評している。

### レーススタイル
トウショウボーイとシービークインが配合された意図は、本来スピード豊かな「逃げ馬」を生産することであった。狙い通りシービーは豊かなスピードは受け継いだが、前述の通りスタートを苦手とし、また吉永の教育を受けて史上屈指の追い込み馬として認知された。最後方の位置から、レース後半で先行馬をごぼう抜きにするスタイルは「シービー戦法」とも呼ばれ、その人気の大きな要因となった。競馬評論家の大川慶次郎は、シービーのその血統背景から「先天的には、スピード馬だったのでしょう」としており、新馬戦を見た限りでは後期に追い込み馬となるとは考えられなかったと述べている。松山は「競馬もセンスが抜群だったね」と評し、「馬ごみを捌くセンスとか、走ることだけに集中する性格とか。銀座の真ん中を1頭で歩いても平気な馬だよ」と述べている。

#### 吉永の騎乗への批判と擁護
後方待機一辺倒の吉永の騎乗には、当時から批判があった。松山は菊花賞の後から、「こういう競馬を続けているとツケが回るぞ、と言っていた」といい、千明は「吉永の騎乗で四冠を獲ったのは間違いない」とした上で、「前に行く競馬もできたのではないか」と回想している。また、シンボリルドルフの主戦騎手・岡部幸雄は、「あれでは近代競馬は勝てない」と批判していた。
吉永はシービーの特長を「一瞬の脚の凄さ、3コーナーからゴールにかけての瞬発力」とし、後方一気に拘ったのは、その特徴を生かせると思ったからだとしていた。しかし吉永自身も「三冠を獲るまでに2敗させたのは自分で、騎手が自分でなければ無敗で三冠を獲っただろうし、六冠も七冠もいったと思う」と反省の弁も述べ、「あれが父馬のトウショウボーイのようなスタートダッシュのある馬だったら、あの戦法だけじゃない競馬ができたんだと思うんだ」と語っている。松山は「シンボリルドルフとは正攻法で本当の勝負してみたかった」としつつ、吉永も良く期待に応えてくれたと述べた。
その一方、ミスターシービーをスプリンターとした中島啓之は、「その馬をもってして、前半を遊ばせて、だましだまし走らせて、後半一気に追って菊花賞を獲らせた。これはマーちゃん（吉永）の腕があったればこそだと思います。マーちゃんが乗ったから四冠も獲れた。僕ら他の騎手が乗ったら、こんな真似はできなかったはず」と語り、吉永を「天才」と評している。また大川慶次郎も「ミスターシービーの三冠というのは、吉永さんが獲ったんじゃないか」と評価しており、当時「ミスターシービーの鞍上を岡部騎手に変えたらもっと成績が良くなるはずだ」ということを言っていた口性ない新聞記者がいたことを明かし、これに対してそういうことではないと思っていると述べている。カツラギエースを管理した土門一美は、「シービーはセオリーから外れてる馬だった。もしセオリー通りの競馬をしていたら、あれほどの成績は上がらなかったんじゃないか」と述べている。

### 身体面の特徴・評価
父トウショウボーイは競走馬時代の平均馬体重が506kgを記録した大型馬で、詩人の寺山修司が『レスラー的肉体美』と称した均整の取れた馬体の持ち主だったが、シービーは450kgから460kg半ばまでの比較的小柄な馬であった。また体躯の様子も華奢なもので、トウショウボーイの担当獣医師であった猪木淑郎は、シービーを初めて見たときの印象を「ちっちゃくて牝馬かと思ったよ」と語っている。しかしその身体は柔軟性が非常に高く、吉永は「全身がバネのようで、全身を使って走るから凄く乗りやすい。スピードがぐんと伸び出すと、自然に身体が沈み込んでいく。理想的な走り方」と評している。また競走とは直接関係しないが、競馬漫画家のよしだみほによるとシービーは立ったまま後脚で耳を掻くことができたともいう。

#### 弱点・蹄
調教師の松山、担当厩務員の佐藤忠雄は、シービーの最大の弱点として蹄の弱さを指摘している。シービーは他馬より蹄が薄かったために、蹄鉄を留める釘を打てる場所が少なく、打ち換えを続ける内に蹄が傷付くようになっていった。菊花賞から脚部不安で1年近く戦列を離れたが、ここからは脚元との戦いとなった。佐藤によれば、ジャパンカップ以降は常に蹄底に血豆もできるようになり、直しては再発して完治せず、引退まで治らなかったという。また佐藤はシービーの毎日王冠と天皇賞秋の上がり3F(毎日王冠33秒7、天皇賞秋34秒8)を非常に高く評価しており、他のどんな優秀な馬にもこの上がりは出せないだろうと述べている。次戦のジャパンカップでは、鋭い末脚を見せた前2戦と異なり10着と凡走する結果となったが、佐藤によれば、この時は毎日王冠と天皇賞秋の前2戦で闘争心が無くなってしまっていたとしている。シンボリルドルフと戦った三戦は全てルドルフに先着されたが、それに対し佐藤は、心身万全の状態でシンボリルドルフと対決したかったと振り返っている。また、主戦騎手を務めた吉永氏も、秋の復帰後はシービーの動きが弱くなったと述べており、クラシック期は手綱を少し動かしただけで前に行っていたが、手綱をしごかないと動かなくなってしまったという。
蹄鉄は、従来、調教では重い鉄製のものを打ち、レースでは軽いアルミニウムとステンレスの合金製のものを打っていたが、シービーは爪が非常に薄くて軟弱で、打ち換えの度に蹄に炎症を起こしていた。そこで負担軽減のために、調教でもレースでも、常時アルミ製の蹄鉄を着用している。当時は、調教では重い蹄鉄を着用し、軽い蹄鉄に履き替えてレースに臨むのが一般的だったが、松山によれば、この蹄鉄であり続けたのは、シービーが「最初」だったという。
しかしこの蹄鉄は前方の中央にある鋼片で、軽い蹄鉄特有の「鉄唇」と呼ばれる部分が、着地の際に爪が受ける衝撃を妨げており、やがて球節をきたす危険があった。そこで松山は「鉄唇」を取り除いてそれを予防している。シービーには、この方法が上手くいき、三冠を果たしている。だがこの「シービー鉄」に松山は誤算があったと振り返っている。この軽い蹄鉄は釘5、6本で止めていたために簡単にズレて、シービーに痛みを与えており、釘の頻繁な打ち替えを必要とした。しかしシービーの薄い蹄は釘を打つたびに神経に刺激を与えられており、そのためシービーは普段から痛みのストレスを抱えるというデメリットが存在した。松山によれば、人間が自分の足に合わない靴を履いているのと同じ状態であったと述べている。シービーにはこの方法を用いた松山だったが、デメリットは大きく、シービーの引退後以降、自分の管理馬にはこの蹄鉄を取り入れなかったという。

#### 容貌に対する評価
シービーはその容貌に対する評価が高い。松山は初見の印象でまず皮膚の美しさに感動したと言い、「出の良い馬、ノーブル（高貴）でハイセンスの馬」「実に美貌」と評している。また、吉永は瞳が最大の魅力であるとし、「人間みたいな目で、あんな目をした馬には一度も会ったことがなかった」と語っている。吉永、厩務員の佐藤ともに、目元はシービークインに似たものとしている。瞳の美しさは産駒にも受け継がれており、社台スタリオンステーションの中尾義信は、シービー産駒の特徴として「目が大きくて澄んでいる」ことを挙げている。父トウショウボーイも、競走馬時代は「日本一の美男」と呼ばれていた。
容姿について競馬評論家の井崎脩五郎は「一度遭ってしまったら人間でもゾクゾクするぐらい」と評し、写真家の今井壽惠は「歌舞伎の女形のよう」と評した。ノンフィクション作家の宇都宮直子は、その容貌が「（日本競馬に）それまで少なかった女性ファンの獲得にも大きな影響を及ぼしている」と述べている。引退後の1986年には、競走馬としてテンポイント以来となる写真集も刊行された。

### 競走馬としての人気
日本中央競馬会の広報誌『優駿』は「1980年代を代表するアイドルホース」としている。アナウンサーの鈴木淑子や福原直英、ライターの須田鷹雄など「ミスターシービーから競馬にのめり込んだ」という者を総称して「シービー世代」とも呼ばれる。このように人気が出た背景として井崎脩五郎は5つの要点を挙げ、「後方強襲型の馬で過去に強い馬がいなかったこと」、「容貌が美しかったこと」、「内国産同士の一流血統であること」、「名門牧場出身であること」、「父母の背景など、日本人好みの情緒を備えていたこと」と分析している。須田は「ハイセイコー以来、潜在的にあった競馬ブームの扉を開けた馬」と評し、よしだみほは「まさにファンに愛されるために生まれてきたサラブレッドであり、1990年代の競馬ブームの下地を作った馬」としている。

## エピソード

### 両親の交配の経緯
前述の通り、両親は4歳時に同じ新馬戦でデビューを迎えており、ミスターシービーの活躍後には「同級生の結婚」とも呼ばれた。当初シービークインの相手にはトウショウボーイではなく、その父のテスコボーイが予定されていたが、同馬の種付け権を確保できず、その代用としてトウショウボーイが選ばれたものであった。また、本来トウショウボーイは日高軽種馬農協の組合員以外からの交配申し込みは受け付けていなかったが、是非にトウショウボーイと交配させたい千明牧場と、当時まだ人気が低く、一流の牝馬を望んでいたトウショウボーイ側との利害が一致し、特別に交配が行われた。しかしこの許可は当時の種馬場場長・徳永春美の独断で出されたため、交配の発覚後に徳永は上司から厳しく叱責され、シービーが三冠を達成するまでは非常に肩身の狭い思いが続いたという。
シービークインは第2子（父ハードツービート）出産時のアクシデント（結果死産）の影響で、以降は種付けしても不受胎が続き、ミスターシービー以外には1頭の産駒も残さなかった。歴代の8頭の牡馬三冠馬のうち、兄弟がいないのはミスターシービーのみである。

### 千明家三代のダービー制覇
シービーが日本ダービーを制したことによって、生産者・馬主の千明牧場は、サラブレッド生産を始めた2代目の千明賢治（1938年スゲヌマ）から、千明康（1963年メイズイ）、千明大作と、三代に渡るダービー優勝を果たした。これは日本競馬史上唯一の記録である。スゲヌマとシービーに血縁関係は存在しないが、メイズイはシービーの三代母・メイワの全弟である。同馬はクラシック二冠を制した後、菊花賞で83.2%という競走史上最高支持率を記録しながら6着に敗れており、牧場にとってシービーの三冠はこの時の雪辱でもあった。

### 第50回日本ダービー馬
当該年度の馬は第50回日本ダービーに出走する年に当たるため、「優駿」1982年11月号「第50代ダービー馬探し」という企画が誌上で開催され、井崎脩五郎は未出走であった同馬をダービー馬に推している。
また、1983年1月号から始まった藤野広一郎の現場取材による連載「けいば宝島ものがたり」では最初に松山康久厩舎を取材していた。
当初、寺山修司が審査委員長を務める予定であった「優駿」誌上の日本ダービー50周年企画で募集されたエッセイコンテスト「優駿エッセイ賞」最優秀作は只野文代作「私の競馬、二転、三転」が受賞した。只野文代はペンネームであり、吉永正人の当時の妻の吉永みち子であった。これは『気がつけば騎手の女房』のベースとなる作品であった。次点である優秀作2篇のうち1篇は、南海放送のアナウンサー田中和彦が受賞した。
当日は第50回を記念して3頭のダービー馬が展示された。そのうちの1頭は父トウショウボーイが敗れたクライムカイザーであった。（残る2頭はタケホープとヒカルイマイ）当日のプレゼンターはMIEが努めた。

## 主な産駒
- ヤマニングローバル（1987年産 目黒記念、アルゼンチン共和国杯、デイリー杯3歳ステークス）
- メイショウビトリア（1987年産 ステイヤーズステークス）
- スイートミトゥーナ（1987年産 クイーンカップ）
- シャコーグレイド（1988年産 2着 - 皐月賞、アメリカジョッキークラブカップ、アルゼンチン共和国杯、京都新聞杯、新潟大賞典）
- スピードアイリス（1991年産 2着 - アンタレスステークス）
- スターセレッソ（1992年産 2着 - マリーンカップ、エンプレス杯）
- スターシービー（1995年産 *エメラルドカップ）
- ヤマニンエスコート（1996年産 牛若丸ジャンプステークス）
- オーロラテルコ（1998年産 クワイトファインの母）

*印は地方競馬限定の重賞競走。

### 主なブルードメアサイアー産駒
※母の父としての産駒。括弧内太字はGI級競走。
- ウイングアロー（ジャパンカップダート、フェブラリーステークスなど重賞8勝）
- ゴーイングスズカ（目黒記念、福島記念）
- リキセレナード （小倉3歳ステークス）
- マッキーローレル（MRO金賞、菊水賞）
- ゴッドセンド（高知県知事賞、星雲賞、赤レンガ記念）
- スパイナルコード（高知優駿、黒潮皐月賞、トレノ賞、珊瑚冠賞、建依別賞）
- ヒカルサザンクロス（2008年3月25日 - 2008年11月9日までの間、日本最多出走記録保持。266戦出走）
- クワイトファイン（種牡馬）

## 血統

### 血統背景
父トウショウボーイについての詳細は同馬の項を参照。母シービークインの母系は、1959年に日本軽種馬協会がイギリス・アイルランドから一括輸入し、生産者に頒布された牝馬の一頭・チルウインドに遡る。メイズイはチルウインドの産駒であり、ほかの産駒にもスプリングステークスの優勝馬メイタイなどがいる。
父系は明確なスピードタイプでありながらシービーが長距離競走の菊花賞に優勝した要因は、スタミナ豊富な血統である凱旋門賞勝ちの母の父トピオの影響が強いとされる。著書『競馬の血統学』で1998年度のJRA賞馬事文化賞を受賞している血統評論家の吉沢譲治は、こうした見解を友人から聞かされたことで血統に興味を抱くようになったと述べている。

### 血統表
| ミスターシービーの血統        | ミスターシービーの血統                                 | ミスターシービーの血統           | （血統表の出典）                 | （血統表の出典） |
| 父系                          | テスコボーイ系                                         | テスコボーイ系                   | テスコボーイ系                   | [ § 2 ]          |
| 父 トウショウボーイ 1973 鹿毛 | 父の父*テスコボーイ Tesco Boy 1963 黒鹿毛              | Princely Gift                    | Nasrullah                        | Nasrullah        |
| 父 トウショウボーイ 1973 鹿毛 | 父の父*テスコボーイ Tesco Boy 1963 黒鹿毛              | Princely Gift                    | Blue Gem                         |                  |
| 父 トウショウボーイ 1973 鹿毛 | 父の父*テスコボーイ Tesco Boy 1963 黒鹿毛              | Suncourt                         | Hyperion                         | Hyperion         |
| 父 トウショウボーイ 1973 鹿毛 | 父の父*テスコボーイ Tesco Boy 1963 黒鹿毛              | Suncourt                         | Inquisition                      |                  |
| 父 トウショウボーイ 1973 鹿毛 | 父の母*ソシアルバターフライ Social Butterfly 1957 鹿毛 | Your Host                        | Alibhai                          | Alibhai          |
| 父 トウショウボーイ 1973 鹿毛 | 父の母*ソシアルバターフライ Social Butterfly 1957 鹿毛 | Your Host                        | Boudoir                          |                  |
| 父 トウショウボーイ 1973 鹿毛 | 父の母*ソシアルバターフライ Social Butterfly 1957 鹿毛 | Wisteria                         | Easton                           | Easton           |
| 父 トウショウボーイ 1973 鹿毛 | 父の母*ソシアルバターフライ Social Butterfly 1957 鹿毛 | Wisteria                         | Blue Cyprus                      |                  |
| 母 シービークイン 1973 鹿毛   | 母の父*トピオ Topyo 1964 黒鹿毛                        | Fine Top                         | Fine Art                         | Fine Art         |
| 母 シービークイン 1973 鹿毛   | 母の父*トピオ Topyo 1964 黒鹿毛                        | Fine Top                         | Toupie                           |                  |
| 母 シービークイン 1973 鹿毛   | 母の父*トピオ Topyo 1964 黒鹿毛                        | Deleriosa                        | Delirium                         | Delirium         |
| 母 シービークイン 1973 鹿毛   | 母の父*トピオ Topyo 1964 黒鹿毛                        | Deleriosa                        | Fougueuse                        |                  |
| 母 シービークイン 1973 鹿毛   | 母の母メイドウ 1965 鹿毛                               | *アドミラルバード Admiral Byrd   | Nearco                           | Nearco           |
| 母 シービークイン 1973 鹿毛   | 母の母メイドウ 1965 鹿毛                               | *アドミラルバード Admiral Byrd   | Woodlark                         |                  |
| 母 シービークイン 1973 鹿毛   | 母の母メイドウ 1965 鹿毛                               | メイワ                           | *ゲイタイム                      | *ゲイタイム      |
| 母 シービークイン 1973 鹿毛   | 母の母メイドウ 1965 鹿毛                               | メイワ                           | *チルウインド                    |                  |
| 母系(F-No.)                   | 9号族(FN:9-h)                                          | 9号族(FN:9-h)                    | 9号族(FN:9-h)                    | [ § 3 ]          |
| 5代内の近親交配               | Nearco 5×4、Hyperion 4×5（父内）                       | Nearco 5×4、Hyperion 4×5（父内） | Nearco 5×4、Hyperion 4×5（父内） | [ § 4 ]          |
| 出典                          | 1. 2. 3. 4.                                            | 1. 2. 3. 4.                      | 1. 2. 3. 4.                      | 1. 2. 3. 4.      |